# Federica Simonelli
Federica Simonelli (Milano, 11 novembre 1990) è una doppiatrice italiana.

## Doppiaggio

### Cinema
- Emilija Baranac in Tutte le volte che ho scritto ti amo, P. S. Ti amo ancora, Tua per sempre
- Maddie Hasson ne L'evocazione - We Summon the Darkness, Taurus
- Sonia Priss in Pattini d'argento, Time Wars
- Lili Reinhart ne I nostri cuori chimici
- Madison Iseman in Notturno
- Tessa Thompson in Sylvie's Love
- Lilly Cooper in Hunger Games - La ballata dell'usignolo e del serpente[1]
- Alice McMillan in Come ti ammazzo il bodyguard 2 - La moglie del sicario[2]
- Alicia Sanz in Simulant
- Odessa A'zion in Hellraiser (2022)
- Megan Charpentier in Dangerous Game: The Legacy Murders
- Janel Parrish ne La fidanzata di papà
- Holliday Grainger ne Il segreto delle api
- Punam Patel in World's Best
- Abby Quinn in Cuori strappati
- Camille Rutherford ne I tre moschettieri - Milady[3]
- Sarah Davenport in Piccole donne (2018)
- Debby Ryan in Spin Me Round - Fammi girare
- Merritt Patterson in Ondata calda
- Courtnee Carter in Tutto è possibile
- Madison Davenport in Supercool - Strafigo per un giorno
- Alexandra Evans in The Dare - Obbligo o verità
- Sarah Bolt in Brittany non si ferma più
- Emilia Jones in Horrible Histories: The Movie - Rotten Romans
- Hannah van der Westhuysen in Lamborghini - The Man Behind the Legend
- Kenya Jordan in The J Team
- Charlyne Yi in Jexi
- Greta Fernández in Eterna domenica
- Vicky Luengo ne Le leggi della termodinamica
- Loukia Ioannou ne Il ballo delle streghe
- Emelie O'Hara in Non chiudere gli occhi
- Naomi Battrick in Cartoline di morte
- Haley Bush in Marshall's Miracle
- Lovie Simone in Selah and the Spades
- Stephanie Cayo ne La forza della natura
- Sam Quartin in Gioventù perduta
- Emy LTR in Flashback - In taxi nel passato
- Nilam Farooq in Early Birds
- Lubov Konstantinova ne Gli ultimi eroi
- Magdalena Koleśnik in Sweat
- Saga Sarkola ne La memoria dell'acqua
- Nadezhda Kaleganova in The One
- María Eugenia Suárez ne La casa degli oggetti
- Kang Ji-young in Tokyo Ghoul S
- Choi Hee-seo in Liberaci dal male
- Cho Yi-hyun in Segui il tuo cuore
- Lucy Hale in Gemini Lounge

### Televisione
- Sue Ann Pien in As We See It - Te lo racconto io
- Kaya Rosenthal in Hightown
- Bex Taylor-Klaus e Inde Navarrette in Tredici
- Adriyan Rae in The Game
- Ayoola Smart ne La Ruota del Tempo
- Sairi Ito in Lost Man Found
- Alyssa Jirrels in Attrazione fatale
- Sarah Yarkin in School Spirits
- Alison Luff in Heels
- Chioma Umeala e Kathleen Stephens in One Piece
- Charlie Murphy in Halo
- Lyric Lewis in iCarly (2021)
- Annie Chang in Super Pumped: la battaglia per Uber
- Natasha Calis in Skymed
- Christie Burke in Billy the Kid
- Pearl Chanda in I May Destroy You - Trauma e rinascita
- Vanille Lehmann in Sacha
- Sarah Pidgeon in The Wilds
- Lily Collins in Emily in Paris
- Isabel Arraiza in Outer Range
- Sophia Giannamore in The L Word: Generation Q
- Charity Wakefield in The Great
- Maude Hirst in Vikings
- Tyra Rayne in Almost Never
- Kelsey Calladine-Smith in Una strega imbranata
- Anna Galvin in Van Helsing
- Rachel B. Joyce in I'm Dying Up Here - Chi è di scena?
- Tattiawna Jones in The Handmaid's Tale
- Shalom Brune-Franklin in Baby Reindeer
- Leem Lubany in Baghdad Central
- Jeanne Lambert in The Intern
- Pauline Cheviller in Balthazar
- Agathe Bonitzer in Osmosis
- Gabz in The Followers
- Berta Vázquez in Vis a vis - Il prezzo del riscatto (2^ ediz.)
- Kyra Tantao in Piccoli brividi
- Irene Azuela ne Gli inviati
- Loreto Mauleón in Express
- Tessa Ía in Irrefrenabili
- Han Jae-Yi in Mask Girl
- Jessica Sipos in Amore sotto al vischio
- Lawson Greyson ne Il profilo del killer
- Léa Wegmann in Tempesta d'amore
- Garance Teillet in Tomorrow Is Ours - Il domani è nostro
- Clara Garrido in Una vita
- Josette Vidal in Sangre de mi tierra

### Film d'animazione
- Zoe in Animal Crackers
- Solange ne La mia fantastica vita da cane
- Sharon ne Il film Pokémon - I segreti della giungla
- Ruka Rengoku in Demon Slayer - Il treno Mugen[4]
- Uta in One Piece Film: Red[5]
- Conan Edogawa in Detective Conan: Episode "One" - Il detective rimpicciolito
- I.T. in Dove sono gli umani?
- Ayako in The First Slam Dunk[6]
- Kiyoko Shimizu in Haikyu!! Battaglia all'ultimo rifiuto
- Punguari ne I Casagrande - Il film
- Aoi in My Oni Girl
- Hoyt ne Il film Pokémon - In ognuno di noi

### Serie animate
- Narberal Gamma in Overlord, Overlord - Ple Ple Pleiadi
- Alfa in The Eminence in Shadow - Un giorno sarò l'eminenza grigia, Grigenza!
- Kim in Flash & Dash
- Betty in Playmobil: L'accademia delle Principesse
- Bonnie Bones in Santiago dei Mari
- Aliya in LEGO Friends
- Tae Nakanoshima in Kaiju No. 8
- Brights in Hot Wheels, a tutto gas!
- Twee Dee in Alice & Lewis
- Lihua ne Il monologo della speziale
- Scossa in OPS - Orrendi per sempre
- Athena in SpacePOP
- Beatrice ne La banda di Becca
- Tuck in Hello Kitty Super Style!
- Lina in Seis Manos
- Arrow in Fire Force[7]
- Tyra in Dino City
- Rotom Phone di Go in Pokémon Esplorazioni
- Lucy in Orizzonti Pokémon: La serie
- Shinobu Kocho in Demon Slayer - Kimetsu no yaiba
- Nejire Hado in My Hero Academia
- Conan Edogawa (2^ voce) in Magic Kaito 1412
- Annabel Crème in Little Witch Academia
- Sakura Kinomoto in Cardcaptor Sakura: Clear Card[8]
- Kiyoko Shimizu in Haikyu!![9]
- Rio Nakamura in Assassination Classroom[10]
- Eosinofilo in Cells at Work! - Lavori in corpo
- Tione in DanMachi, DanMachi: Sword Oratoria
- Azusa Fujisaki in Beelzebub
- Danika in Pokémon Esplorazioni Master
- Qiao Ling in Link Click
- Yoko in Lupin Zero
- Yuna Yunis ne L'eroe è morto![11]
- Akira Asai in Call of the Night
- Ryoko Mendo in Lamù
- Trya e Albis in That Time I Got Reincarnated as a Slime
- Personaggi vari in Highschool of the Dead
- Destiny Heartwarming in Zenshu
- Personaggi vari in Pokémon Sole&Luna
- Asako Nakamura in Ushio e Tora (2015)
- Allucia Citrus in Da campagnolo stagionato a gran maestro di spada
- Aira Shiratori in DanDaDan (ediz. Crunchyroll)
- Ha Yuri Jahad in Tower of God
- Kanae Mayuzumi in The After-Dinner Mysteries
- Hulemy in Reborn as a Vending Machine, I Now Wander the Dungeon
- Lal Mirch in Tutor Hitman Reborn!
- Kirisame e Mirai Shishio in Dr. Stone
- Hime Onizuka / Himeko in Gintama
- Shizuka Nanahoshi / Silent Sevenstars in Mushoku Tensei
- Chizuru Mizuhara /  Chizuru Ichinose in  Rent a Girlfriend
- Kaguya Otsutsuki in Naruto Shippuden
- Kleene Rutherford in Edens Zero
- Opera in Metallic Rouge
- Midori Nagumo in CITY the Animation

### Videogiochi
- Zeri in League of Legends[12]
- Vantage in Apex Legends (2019)[13]
- Laura Kearney in The Quarry (2022)[14]
- Jessica Briars in The Chant (2022) [15]
- Avatar femminile in Wild Hearts (2023)[16]
- Jessica McCarney in Dead Rising Deluxe Remaster (2024)[17]
- Alma in Monster Hunter Wilds (2025)[18]
- Aoi la sacerdotessa e Fuyu in Assassin's Creed Shadows (2025)[19]
- Zoe in Steel Seed (2025) [20]